# Vought F7U Cutlass
Vought F7U Cutlass je bil ameriški reaktivni palubni lovec 1. generacije. Cutlass je bil nekonvencionalne konfiguracije za lovca, imel je dvojni vertikalni stabilizator in ni imel konvencionalnega horizontalnega repa. Poganjala sta ga dva turboreaktivna motorja Westinghouse J46-WE-8B z dodatnim zgorevanjem.
Prvič je poletel 29. septembra 1948, v uporabi je bil od julija 1951 do leta 1959.

## Specifikacije (F7U-3M)
Podatki iz Naval Fighters Number Six<,  Jane's Encyclopedia of Aviation
Splošne značilnosti
- Posadka: 1
- Dolžina: 41 ft 3 in (12,58 m)
- Razpon kril: 39 ft 8 in (12,1 m)
- Razpon z zloženimi krili: 22,3 ft (6,80 m)
- Višina: 1.400 ft 11 in (427 m)
- Površina kril: 496 sq ft (46,1 m2)
- Teža praznega letala: 18.210 lb (8.260 kg)
- Bruto teža: 26.840 lb (12.174 kg)
- Maks. vzletna teža: 31.643 lb (14.353 kg)
- Pogon letala: 2 × Westinghouse J46-WE-8B turboreaktivni motor z dodatnim zgorevanjem, 4.600 lbf (20 kN) potisk motorjev vsak suh potisk, 6.000 lbf (27 kN) z dodatnim zgorevanjem

Zmogljivost
- Maks. hitrost: 606 kn (697 mph; 1.122 km/h)
- Potovalna hitrost: 490 kn (564 mph; 907 km/h) na višini 38.700 ft (11.796 m)
- Hitrost pri porušitvi vzgona: 112 kn (129 mph; 207 km/h)
- Bojni dolet: 800 nmi (921 mi; 1.482 km)
- Višina leta (servisna) 40.600 ft (12.375 m)
- Hitrost vzpenjanja: 14.420 ft/min (73,3 m/s)
- čas vzpona do višine: Do 20.000 ft (6.096 m) v 5,6 minutah

30.000 ft (9.144 m) v 10,2 minutah
- Obremenitev krila: 50,2 lb/sq ft (245 kg/m2)
- Razmerje potisk/teža: 0,29

Oborožitev

- Strelno orožje: 4x 20mm M3 topovi, vsak s 180 naboji
- Pritrditvena mesta: 4 s kapaciteto Do 2 500 kg,with provisions to carry combinations of:
  - Izstrelki: 4x AAM-N-2 Sparrow I rakete zrak-zrak